# Mandino Selo
Mandino Selo är en ort i Bosnien och Hercegovina.   Den ligger i entiteten Federationen Bosnien och Hercegovina, i den sydvästra delen av landet, 90 km väster om huvudstaden Sarajevo. Mandino Selo ligger 873 meter över havet och antalet invånare är 454.
Terrängen runt Mandino Selo är huvudsakligen kuperad, men åt nordväst är den platt. Närmaste större samhälle är Tomislavgrad, 7,9 km nordväst om Mandino Selo. 
Trakten runt Mandino Selo består till största delen av jordbruksmark. Runt Mandino Selo är det ganska tätbefolkat, med 93 invånare per kvadratkilometer.